# Gnaphosa rasnitsyni
Gnaphosa rasnitsyni är en spindelart som beskrevs av Yuri M. Marusik 1993. Gnaphosa rasnitsyni ingår i släktet Gnaphosa och familjen plattbuksspindlar.
Artens utbredningsområde är Mongoliet. Inga underarter finns listade i Catalogue of Life.